# トマス・ロハス
トマス・ロハス・ゴメス（Tomas Rojas Gómez、1980年6月12日 - ）は、メキシコの男性プロボクサー。ベラクルス州ベラクルス出身。元WBC世界スーパーフライ級王者。

## 来歴
1996年12月16日、ベラクルス州ベラクルスでゴンザロ・ディアス・モンタルボ（メキシコ）を相手にプロデビュー戦を行い、3-0の判定勝ちを収めた。
1999年11月18日、ベラクルス州ベラクルスでロランド・ディアス（メキシコ）と対戦し、11回KO勝ちを収めてベラクルス州バンタム級王座を獲得した。
2000年3月11日、マナグアのヒムナシオ・ポリデポルティーボ・エスパーニャにて元WBA世界ミニマム級王者ロセンド・アルバレス（ニカラグア）と対戦するも、0-3（92-97、94-97、94-95）の判定負け。
2001年4月8日、ジャビエル・トーレス（メキシコ）とメキシコスーパーフライ級王座決定戦を行い、3-0の判定勝ちを収めて王座を獲得した。
2004年3月12日、ドゥランゴ州ゴメスパラシオで後のWBA・WBC世界スーパーフライ級スーパー王者クリスチャン・ミハレス（メキシコ)と対戦し、0-3（114-119、114-119、110-119）の大差判定負けを喫して4度目の防衛に失敗し王座から陥落した。
2004年9月17日、マナグアのファラオ・カジノにてモイセス・カストロ（ニカラグア）とWBAフェデセントロスーパーバンタム級王座決定戦を行い、10回TKO勝ちを収めて王座を獲得した。
2006年7月2日、ケソンにあるアラネタ・コロシアムにて元WBC世界スーパーフライ級王者ジェリー・ペニャロサ（フィリピン）と対戦するも、0-3（92-98、93-98、93-97）の判定負け。
2007年6月2日、パナマシティのアレナ・ロベルト・デュランにて後のWBA世界バンタム級スーパー王者アンセルモ・モレノ（パナマ）と対戦するも、0-3（92-99、92-98、94-98）の判定負け。
2007年9月16日、ネバダ州ラスベガスのハードロック・ホテル・アンド・カジノでのちの5階級制覇王者ホルヘ・アルセ（メキシコ）とWBCラテンアメリカバンタム級王座決定戦を行うも、プロ初のKO負けとなる6回1分TKO負けを喫し王座の獲得に失敗した。
2009年1月17日、ベラクルス州ベラクルスでカルロス・ルエダ（ニカラグア）とWBCインターナショナルスーパーフライ級王座決定戦を行い、9回TKO勝ちを収めて王座を獲得した。
2009年7月18日、ハリスコ州プエルトバジャルタのセントロ・デ・コンベンシオネス・プエルトバジャルタにてWBA・WBC・IBF世界スーパーフライ級スーパー王者ビック・ダルチニアン（オーストラリア）のバンタム級王座挑戦に伴い設置されたWBC世界スーパーフライ級暫定王座決定戦に出場。ポンサクレック・ウォンジョンカム（タイ）に挑戦経験のあるエベラルド・モラレス（メキシコ）と対戦し、9回終了時TKO勝ちを収めて王座の獲得に成功した 。以後、1度防衛。
2009年12月12日、カリフォルニア州ランチョミラージュのアグア・カリエンテ・カジノ・リゾートスパでWBA・WBC世界スーパーフライ級スーパー王者ビック・ダルチニアン（オーストラリア）と王座統一戦を行い、2回にコンビネーションでダウンを奪われ失神しレフェリーはノーカウントストップ。2回2分54秒KO負けを喫しWBA王座の獲得とWBC王座の統一に失敗、自身が保持していた暫定王座も正規王座に吸収される形で消滅した。その後、2010年5月に再起戦を行い5回TKO勝ちを収めて再起に成功。
2010年6月19日、キンタナ・ロー州サン・ファン・デル・リオの闘牛場にてフェリペ・アルマンザ（コロンビア）とWBC全米スーパーフライ級王座決定戦を行い、6回終了TKO勝ちを収めて王座を獲得した。
2010年9月20日、さいたまスーパーアリーナにてダルチニアンの名誉王座認定に伴い元OPBF東洋太平洋スーパーフライ級でWBC世界スーパーフライ級1位の河野公平（日本）とWBC世界スーパーフライ級王座決定戦を行い、3-0（118-109、2者が116-111）の判定勝ちを収め王座の獲得に成功、約9ヵ月ぶりの王座返り咲きとなった。
2011年2月5日、大阪府立体育会館で元WBA世界スーパーフライ級王者の名城信男（日本）と対戦し、3-0（116-111、116-113、114-113）の判定勝ちを収め初防衛に成功した。
2011年5月21日、チアパス州トゥストラ・グティエレスにてWBC世界スーパーフライ級ユース王者でWBC世界スーパーフライ級1位の指名挑戦者ファン・ホセ・モンテス（メキシコ）と対戦し、11回終了TKO勝ちを収め2度目の防衛に成功した。
2011年8月19日、シーサケート県のコンムアンスリ・スタジアムでABCOフライ級王者スリヤン・ソー・ルンヴィサイ（タイ）と対戦し、12回0-3（111-117、112-116、114-115）の判定負けを喫し3度目の防衛に失敗、王座から陥落した。
2011年12月、2007年9月16日に行われたホルヘ・アルセ（メキシコ）戦における八百長を告発。しかしロハス本人が証言を拒否したため、WBCより無期限出場停止処分を受けた。
2012年3月3日、バハ・カリフォルニア州ティフアナのアウディトリオ・ムニシパルで元WBA世界バンタム級暫定王者フリオ・サラテ（メキシコ）とスーパーバンタム級契約10回戦を行い、3-0（99-92、2者が97-93）の判定勝ちを収めた。
2012年11月3日、ゼビオアリーナ仙台でWBC世界バンタム級王者の山中慎介（日本）と対戦し、7回36秒KO負けを喫し2階級制覇とはならなかった。
2013年4月13日、ミチョアカン州シウダ・イダルゴでジャデレス・パドゥア（フィリピン）とWBCラテンアメリカバンタム級王座決定戦を行い、6回KO勝ちを収め王座獲得に成功した。
2015年10月15日、ベラクルス州ベラクルスのアウディトリオ・ベニート・フアレスでエドワード・マンシト（フィリピン）とWBCアメリカ大陸フェザー級王座決定戦を行い、9回TKO勝ちを収め王座獲得に成功した。
2016年4月9日、ベラクルス州ベラクルスのアウディトリオ・ベニート・フアレスでプロスパー・アンクラー（ガーナ）と対戦し、アンクラーが4回終了時に棄権した為WBCアメリカ大陸王座の初防衛に成功した。
2016年8月13日、ベラクルス州ベラクルスでホセ・サンマルティン（コロンビア）とフェザー級10回戦を行い、6回2分58秒失格勝ちを収めた。
2017年4月9日、キンタナ・ロー州カンクンで元スーパーフライ級3冠王者のクリスチャン・ミハレス（メキシコ）とフェザー級10回戦を行い、10回0-3（93-96、94-96、94-95）の判定負けを喫した。
2017年10月7日、タマウリパス州タンピコでエディバルド・オルテガ（メキシコ）と対戦し、ロハスが7回終了時に棄権した為TKO負けとなった。

## 獲得タイトル
- ベラクルス州バンタム級王座
- メキシコスーパーフライ級王座
- WBAフェデセントロスーパーバンタム級王座
- WBCインターナショナルスーパーフライ級王座
- WBC全米スーパーフライ級王座
- WBC世界スーパーフライ級暫定王座（防衛1）
- WBC世界スーパーフライ級王座（防衛2）
- WBCラテンアメリカバンタム級王座
- WBCアメリカ大陸フェザー級王座